# Mary Jane Hennessy
Pour les articles homonymes, voir Hennessy (homonymie).
 (juillet 2025).
Motif : Où sont les sources secondaires, centrées et indépendantes qui montrent que les critères d'admissibilité sont atteints ?
- Archive Wikiwix
- Bing
- Cairn
- DuckDuckGo
- E. Universalis
- Gallica
- Google
- G. Books
- G. News
- G. Scholar
- Persée
- Qwant
- (zh) Baidu
- (ru) Yandex
- (wd) trouver des œuvres sur Wikidata

| 1. | Préciser le motif de la pose du bandeau. | Précisez le motif de la pose du bandeau en utilisant la syntaxe suivante : {{admissibilité à vérifier\|date=août 2025\|motif=remplacez ce texte par le motif}}                          |
| 2. | Informer les utilisateurs concernés.     | Pensez à avertir le créateur de l'article, par exemple, en insérant le code ci-dessous sur sa page de discussion : {{subst:avertissement admissibilité à vérifier\|Mary Jane Hennessy}} |

Mary Jane Hennessy (aussi appelé Marie Jeanne Hensey ou Hennessy) née le 27 janvier 1847 à Valparaíso et morte le 2 février 1900 à Nouméa, est une femme d’origine irlandaise, dont la vie singulière illustre les enjeux culturels, religieux et coloniaux de la Nouvelle-Calédonie au XIXe siècle[réf. nécessaire]. Fille de John Hennessy et Elizabeth Sloane, immigrés irlandais, elle est connue pour avoir été successivement l’épouse d’un chef mélanésien, d’un capitaine de marine allemand, d’un policier français violent, et la compagne d’un ancien bagnard juif oranais.

## Biographie

### Enfance et Adolescence
Mary Jane Hennessy naît le 27 janvier 1847 à Valparaíso, au Chili, où ses parents, John Hennessy et Elizabeth Sloane, s’étaient établis après avoir quitté l’Australie. John Hennessy était né vers 1811 dans un lieu-dit appelé Barnabrow, et Elizabeth Sloane venait du village voisin de Ballycotton, tous deux situés dans le comté de Cork, en Irlande, relevant du diocèse de Cloyne. Le couple s’était marié à Cloyne le 6 juin 1841, au sein de l'Église d'Irlande, lors d'une cérémonie célébrée par le révérend Richard Chester, en présence de Philip Sloane, probablement père ou frère d'Elizabeth. John exerçait alors la profession de charpentier.
Peu après leur mariage, John et Elizabeth Hennessy firent partie des « assisted immigrants », un programme de migration subventionnée par le gouvernement britannique en direction de l’Australie. Ils embarquèrent le 20 août 1841 sur le Gilmore,, un navire de 500 tonnes à destination de Port Phillip (Victoria, Australie), avec escale à Cape Town. Leur traversée, décrite dans « The Somerset Years » de Florence Chuk, dura environ cinq mois, et le Gilmore accosta à Port Phillip le 24 décembre 1841. Dans les archives australiennes, on apprend que le couple était catholique romain, qu’Elizabeth savait lire, et que leur passage avait été financé à hauteur de 38 livres.
Les conditions de vie en Australie se révélèrent difficiles. Dès 1843, John Hennessy et son épouse quittèrent Port Phillip pour Valparaíso à bord du Margaret Connal, probablement en raison du fort chômage dans la colonie. Ce phénomène d’émigration vers le Chili est documenté, notamment dans l’ouvrage de G.J. Abbott, « The Emigration to Valparaiso in 1843 ».
C’est à Valparaíso que naît leur fille aînée, Mary Jane. Quelques années plus tard, la famille poursuit ses déplacements : un autre fils, John (dit Jean), naît à Callao (Pérou) vers 1855, et un enfant nommé William Henry Hennessy est enregistré comme né à Sydney en 1857.
Durant cette période, John Hennessy aurait exercé plusieurs métiers : charpentier, capitaine de navire, santalier et chasseur de baleine. Il est aussi mentionné comme ayant déserté un navire baleinier, un phénomène courant à l'époque chez les marins dont les conditions de travail étaient particulièrement rudes.
En 1861, la famille s’établit à Lifou, dans les îles Loyauté (Nouvelle-Calédonie), à Chépénéhé (aussi appelé Igilan, une déformation du mot "England"). John y marie rapidement sa fille Mary Jane au chef local Haima Waenhya. Ce mariage permet à la famille de s’intégrer à la société mélanésienne locale, notamment par l’acquisition d’un lopin de terre.
L’histoire familiale de Mary Jane s’inscrit dans un contexte plus large de tensions coloniales et religieuses. À l’époque, Lifou était fortement influencée par la mission protestante britannique (London Missionary Society), alors que la France tentait d’asseoir sa souveraineté sur la Nouvelle-Calédonie à partir de 1853. Le mariage entre Européens anglo-saxons et Mélanésiens constituait aussi une stratégie d’alliance religieuse et politique. Par ailleurs, ces unions permettaient aux familles locales de limiter les risques de consanguinité sur les îles.
Mary Jane Hennessy passe donc son adolescence à Lifou, où elle arrive à l’âge de 14 ans, dans un environnement marqué à la fois par la diversité culturelle, les enjeux coloniaux franco-britanniques, et une forte présence missionnaire anglo-protestante.

### Première union: Haima Waehnya
En 1863, Mary Jane est mariée au chef mélanésien Haima Waehnya, de Chepenehe, à Lifou. La première mention de Mary Hennessy et son mariage à Lifou figure dans "Voyage autour du monde" de Jules Garnier, publié en 1866. Le pasteur Macfarlane décrit Waenhya comme un homme séduisant, respectueux et désireux de collaborer avec les missionnaires : “Wainya is a fine-looking young man, and he speaks a little English. ‘Me want missionary’ was one of his first sentences. He was very respectably dressed, and he conducted himself in a very gentlemanly manner.” Cette description suggère qu’il possédait des qualités susceptibles de plaire à une jeune femme européenne. Selon Garnier, Mary aurait épousé le chef kanak Waenhya (également appelé Haima) de Chepenehe à l’initiative du pasteur écossais Samuel Macfarlane, actif dans la diffusion du protestantisme dans la région. Ce mariage aurait eu une double motivation : faciliter la mission protestante dans un contexte de concurrence religieuse et aider le père de Mary à s’établir sur l’île.
D'autres sources, comme "Cannibal Island" de H.E.L. Priday (1944), corroborent ce récit tout en adoptant un point de vue britannique. Garnier, dans un contexte de rivalité religieuse et coloniale franco-anglaise, présente le mariage de manière négative, le qualifiant de « vente » d'une jeune fille à un « indigène », ce qui reflète les préjugés coloniaux de l'époque. Toutefois, certains auteurs contemporains interprètent cet épisode comme une forme de dot, courante à l’époque, y compris en Europe.Ce mariage, célébré par le pasteur protestant Samuel Macfarlane, s’inscrit dans une stratégie missionnaire visant à consolider la présence protestante par des alliances mixtes.
En 1864, John Hennessy tente de faire annuler le mariage devant le tribunal civil de Port-de-France (Nouméa). Le procès, classé comme la 84e affaire de l'année, oppose Hennessy à « Ouénia », chef kanak. Il y affirme avoir donné son consentement sous la contrainte, après avoir subi menaces et violences. Le tribunal, bien qu'hésitant sur sa compétence à juger une union entre deux protestants — dont l’un est kanak — conclut que Waenhya, en tant que sujet français depuis la prise de possession de l’île par la France, est justiciable au regard du Code Napoléon. Le mariage, célébré uniquement par un pasteur sans enregistrement civil, est déclaré nul. Mary est légalement réintégrée dans le foyer paternel. Cependant, malgré la décision judiciaire, Mary choisit de rester auprès de Haima, ce qui suggère un attachement sincère entre les deux époux. Leur union donna naissance à trois enfants.
Le mariage de Mary survient dans un contexte de tensions religieuses intenses entre tribus converties au catholicisme (soutenues par les missionnaires maristes français) et celles converties au protestantisme (encadrées par des pasteurs britanniques). Ces conflits culminent à Lifou entre 1864 et 1866, notamment lors de la « bataille de Chépénéhé », qui voit les troupes françaises du gouverneur Charles Guillain affronter des Mélanésiens protestants.
Mary joue alors un rôle pacificateur. Selon Jean Guiart dans "Structure de la chefferie en Mélanésie du Sud", elle enseigne à la population l’utilisation du drapeau blanc comme symbole de reddition, évitant ainsi un bain de sang. Cet acte demeure dans la mémoire collective locale.
Après la destitution de Haima par les autorités françaises à la suite des affrontements, Mary quitte Lifou, probablement vers 1871 ou 1872, après la mort de son mari. La date précise du décès de Haima reste incertaine. Un conte recueilli par Loïc Mangematin, Le fils de Wenedhia, évoque de manière symbolique la disparition du chef, dévoré puis recraché par un requin, reflétant la mémoire orale mélanésienne.
Mary laisse une empreinte durable à Lifou. Elle incarne la complexité des relations interculturelles et coloniales en Nouvelle-Calédonie au XIXe siècle. Figure de convergence entre l'Europe missionnaire et le monde kanak, elle symbolise à la fois les tensions et les rapprochements possibles entre cultures. Elle y est toujours honorée sous le nom de Mary Hwat (ou Mary Qatr), un terme de respect signifiant « personne âgée » mais utilisé comme titre honorifique. En 2020, une chanson intitulée La Complainte de Mary, interprétée par le groupe Igilan sur l’album 1864, célèbre son histoire d’amour et son rôle historique.

### Deuxième union: Johannes (William) Schwarze
Après avoir quitté l’île de Lifou au début des années 1870, Mary Hennessy entame une nouvelle étape de sa vie en Nouvelle-Calédonie. Elle épouse, le 28 février 1873 à Nouméa, un marin allemand nommé Johannes Herman Wilhelm Schwarze, également connu sous le nom de William Schwarze. Né le 8 janvier 1845 à Demmin, en Poméranie, William est capitaine de goélette et exerce comme caboteur dans le Pacifique Sud.
Le mariage est enregistré dans les archives de Nouvelle-Calédonie. Il intervient environ dix ans après sa première union, à une époque où Mary est encore jeune (26 ans), et déjà expérimentée dans les relations interculturelles et maritimes du Pacifique.
William Schwarze est un navigateur à la tête de deux navires marchands : le Zephyr puis le Leslie. Il exerce comme caboteur, c’est-à-dire commerçant entre les îles, dans des zones aussi diverses que l’Australie, la Nouvelle-Calédonie, les îles Salomon, les Seychelles ou encore les Nouvelles-Hébrides (actuel Vanuatu). Son activité consiste à transporter des marchandises, à établir des échanges commerciaux avec les populations locales comme avec les colons européens.
Des documents d’époque témoignent de la présence de Mary Schwarze à bord lors de plusieurs de ces voyages, notamment dans les listes de passagers. Bien qu’un enfant ait pu être mentionné dans certains registres, aucune preuve formelle ne permet d’attester l’existence d’un descendant issu de cette union.
En novembre 1880, Schwarze acquiert une nouvelle goélette, le Leslie, et entame une série de nouveaux voyages. Après un trajet inaugural entre deux ports australiens en décembre 1880, il quitte Sydney le 19 janvier 1881 à destination des îles Salomon. Ce voyage sera son dernier.
Le 19 février 1881, alors que le Leslie est ancré au large de Cape Marsh, dans les îles Salomon, William Schwarze est tué par des insulaires lors d’un litige commercial. Les circonstances exactes de l’incident restent imprécises, mais plusieurs articles de presse australienne, contemporains rapportent cet assassinat brutal.
Ces mêmes sources, établissent sans équivoque l’identité de sa veuve : Mary Hennessy, désignée comme veuve d’un ancien chef d’une île locale, renforçant ainsi les liens entre ses deux mariages. Cette précision donne à l’affaire une dimension particulière dans les cercles coloniaux, tant par la notoriété du défunt que par le profil singulier de son épouse.
Après la mort de son mari, Mary Schwarze se retrouve veuve pour la seconde fois. Désormais seule, sans soutien immédiat, et éloignée de ses attaches précédentes, elle reste en Australie où elle reçoit le soutien des autorités locales, des confrères marins de son époux ainsi que d’associations caritatives. Plusieurs articles de presse mentionnent des collectes de fonds organisées en sa faveur, ainsi que la décision des tribunaux australiens de lui attribuer officiellement les biens de son défunt mari.
Mary Schwarze témoigne publiquement de sa reconnaissance pour cette générosité, comme l'attestent des lettres de remerciement publiées à l’époque. Cette période marque un tournant dans sa vie, entre précarité, solidarité maritime, et mémoire douloureuse d’une double perte conjugale.

### Troisième union: Théophile Quéré
Le 16 mai 1884, Mary Jane Hennessy donne naissance à Nouméa à une fille nommée Ketty Anna Hensey, déclarée sans père ; l’enfant est confiée à l’orphelinat des sœurs de Saint-Joseph de Cluny, tandis que Mary réside alors dans le quartier de la Vallée du Tir. Le 16 avril 1885, Mary signe un contrat de mariage avec Théophile Quéré, ancien engagé volontaire de la Marine (1876–1881), né le 8 février 1860 à Plouguerneau (Finistère) et devenu agent de police en Nouvelle-Calédonie ; le mariage civil est célébré à Nouméa le 4 juin 1885. À cette occasion, Théophile reconnaît officiellement Ketty Anna, qui devient Ketty Anna Quéré..
Quelques mois plus tard, le 27 août 1885, Mary porte plainte pour violences conjugales ; malgré une ordonnance d’éloignement et plusieurs condamnations successives à huit, quinze puis trente jours de prison, Théophile continue à la violenter. Le 27 septembre, jour même de sa libération, il s’introduit chez elle, la frappe et tente de la poignarder, avant d’être maîtrisé par un voisin ; il est alors condamné à trois mois d’emprisonnement. Malgré cette situation, un second enfant, Henri Émile Quéré, naît à Nouméa le 3 novembre 1886 ; Théophile, désormais marin, en reconnaît également la paternité, les témoins de la naissance étant deux policiers. Le 24 avril 1889, le couple divorce, et Mary obtient la garde des deux enfants ; cette séparation judiciaire intervient dans un contexte où le divorce, tout juste rétabli par la loi Naquet (1884), reste exceptionnel à Nouméa, avec seulement quatre cas recensés en 1886.

### Dernière union: Meyer Dahan
Vers 1890, Mary vit en union libre avec Meyer Dahan, un ancien bagnard juif originaire d’Oran, condamné pour incendie volontaire. Ensemble, ils ont un fils, Abraham, né en 1890 mais initialement déclaré sous le nom de Quéré. Ce n’est qu’en 1900, après la mort de Mary, que Meyer reconnaît officiellement Abraham, qui prend alors le nom de Dahan. Meyer et Mary vivaient dans des rues adjacentes de Nouméa (Austerlitz et Alma), ce qui témoigne de leur proximité. 

### Mort et héritage
Mary Jane Hennessy meurt de la peste à Nouméa le 2 février 1900, à l’âge de 53 ans. Par mesure sanitaire, tous ses biens sont brûlés. Elle laisse derrière elle une descendance mêlant origines européennes, mélanésiennes et juives, et une mémoire encore vivace dans les îles Loyauté, notamment à Lifou où une chanson contemporaine lui rend hommage (Complainte de Mary).